# The Meaning of Love
 «The Meaning of Love»  — другий сингл британської групи  Depeche Mode  з їх другого студійного альбому  A Broken Frame , і п'ятий у дискографії групи. Записаний у Blackwing Studios, вийшов 26 квітня 1982.

## Подробиці
Версія пісні "The Meaning of Love" на синглі така ж, як і в альбомі A Broken Frame. Версія "Fairly Odd Mix" містить незвичайну техно-пісеньку після другого приспіву.
Сторону "Б" займає " Oberkorn (It's a Small Town) " — атмосферний інструментал, написаний  Мартіном Гором  як інтро для концертів туру на підтримку альбому  A Broken Frame  у місті Оберкорн, Люксембург. У більш довгою версії («Development Mix») вступ зовні схоже з оригінальною, а потім музика починає звучати в новому аранжуванні.
Відеокліп на "The Meaning of Love" — другий відеокліп групи з Аланом Уайлдером. Режисер — Джулієн Темпл. Дане відео не було включено у відеосборнік 1985 Some Great Videos, оскільки було не дуже високо оцінено групою.
Сингл не вийшов у США остільки, оскільки версія "Fairly Odd Mix" була видана як бі-сайд на американській версії синглу «See You».